# 田村純麗
田村 純麗（たむら すみれ、2001年5月22日 - ）は、日本のファッションモデル、女優。
兵庫県神戸市出身。ROMAND. agency 所属

## 略歴
シンガポール出身、イギリス・神戸育ち
兵庫県立芦屋国際中等教育学校卒
香川大学医学部臨床心理学科卒
2020年からYouTubeチャンネル 『VioletV』を配信している

## 人物
食べることが大好き。眉毛を高速で動かす、医水泳部　書道、ジャズダンス

## 受賞歴
- 香川大学2020年ミスコンテスト特別賞2
- TAモデルグランプリ審査員特別賞

## CM
- 熱闘甲子園（コカ・コーラ）メイン

## 作品
- スペリオール 表紙&巻頭グラビア
- JUNON Seventeen

他